# Rapala lombokiana
Rapala lombokiana är en fjärilsart som beskrevs av Hans Fruhstorfer 1912. Rapala lombokiana ingår i släktet Rapala och familjen juvelvingar. Inga underarter finns listade.